# Рослинский институт
Рослинский институт (Roslin Institute) — государственный научно-исследовательский институт зоотехники в Истер-Буше, Мидлотиан, Шотландия. Институт входит в состав Эдинбургского университета и финансируется Исследовательским советом по биотехнологии и биологическим наукам.
Рослинский институт получил известность в 1996 году, когда Ян Вилмут и его коллеги методом клонирования создали первое млекопитающие овцу Долли, клонировав её из взрослой клетки.

## История
Институт Рослина был основан в 1917 году как Институт генетики животных Эдинбургского университета (IAG), возглавил его Фрэнсис Альберт Эли Крю.

### Центр исследований птицеводства (1947—1986 гг.)
В 1947 году Советом по сельскохозяйственным исследованиям (ARC) был создан Центр исследований птицеводства (PRC), который использовал опыт и материалы IAG, а его лаборатории располагались рядом со зданием IAG в университетском городке King’s Buildings. В 1971 году экспериментальная база института переехала из поместья Буш на более крупную площадку недалеко от деревни Рослин, 1980 году туда же переехали основные лаборатории .

### Организация исследований по разведению животных (1947—1986 гг.)
В 1947 году создана Организация исследований по разведению животных (ABRO), которая занялась разработками по генетическому улучшению крупного рогатого скота, свиней и овец. Позднее, в 1980-х годах под руководством Джона Кинга и Роджера Лэнда начались исследования по молекулярной биологии, которые создали основу для дальнейших разработок института по клонированию в 1990-х годах.

### Эдинбургская исследовательская станция, Институт физиологии животных и генетических исследований (1986—1993 гг.)
В 1986 году Центр исследований птицеводства и Организация исследований по разведению животных объединились с Институтом физиологии животных, расположенным в Бабрахаме, Кембриджшир, и образовали Институт исследований физиологии животных и генетики (IAPGR). Научно-исследовательская работа велась на площадках в Бабрахаме и Рослине.

### Институт Рослина (1993—2008 гг.)
В 1993 году площадки IAPGR в Бабрахаме и Рослине стали двумя независимыми институтами, принадлежащими Исследовательскому совету по биотехнологии и биологическим наукам, — Институтом Бабрахама и Институтом Рослина. С 1986 года исследования в области генетики животных постепенно консолидировались в Рослине, и к 1998 году все сельскохозяйственные исследования в Бабрахаме были прекращены.
В 1995 году институт стал компанией с ограниченной ответственностью и благотворительной организацией, зарегистрированной в Шотландии, при поддержке Исследовательского совета по биотехнологии и биологическим наукам (BBSRC).

### Эдинбургский университет (2008 гг.- н.в.)
В 2006 году BBSRC объявил, что институт переедет на новое место в кампусе Эдинбургского университета в Истер-Буш под руководством Дэвида Хьюма. Институт Рослина объединился с Отделом нейропатогенеза Института здоровья животных (под руководством Джин Мэнсон), который был хорошо известен своей ролью в расшифровке биологии трансмиссивных губчатых энцефалопатий.
В апреле 2008 года объединенный институт стал частью Королевской школы (Дика) ветеринарных исследований Эдинбургского университета, а 1 мая 197 сотрудников института стали сотрудниками Эдинбургского университета. Переезд в Истер-Буш был завершен в марте 2011 года с открытием нового здания стоимостью 60,6 млн фунтов стерлингов, спроектированного HDR, Inc. Согласно первоначальным планам, новый институт должен был называться EBRC, но в конечном итоге сохранил название Институт Рослина.
В феврале 2020 года Брюс Уайтлоу стал временным директором института, заменив Элеонору Райли, которая была директором с 2017 года. С 2022 года Уйатлоу является директором Института .

## Деятельность
Основная миссия Института Рослина — улучшить жизнь животных и людей с помощью исследований мирового уровня в области биологии животных. Основные цели заключаются в следующем:
- Улучшение здоровья и благополучия животных за счет знания генетических факторов, влияющих на устойчивость к болезням;
- Повышение устойчивости и продуктивности систем животноводства и цепочек поставок продовольствия за счет понимания репродуктивной биологии и биологии развития;
- Повышение безопасности пищевых продуктов за счет понимания взаимодействия между болезнетворными организмами и животными;
- Улучшение здоровье человека за счет понимания основных механизмов здоровья и болезней и сравнительной биологии видов животных;
- Выявление новых и появляющихся зоонозов и понимание того, как патогены могут передаваться от животных к человеку;
- Повышение качества жизни животных, изучая механизмы и поведение, связанные с оптимизацией окружающей среды и жизненного опыта.

Для достижения этих целей, в Институте Рослина ведутся исследования по четырем научным подразделениям:
- Функциональная генетика и развитие;
- Генетика и геномика;
- Инфекция и иммунитет;
- Клинические науки.

Три стратегические программы института финансируются Исследовательским советом по биотехнологии и биологическим наукам:
- Схемы для здоровых животных;
- Контроль инфекционных заболеваний[11];
- Улучшение животноводства и благосостояния.

## Известные разработки
В 1996 году институт получил международную известность, когда Ян Уилмут, Кит Кэмпбелл и их коллеги создали в институте овцу Долли, первое млекопитающее, которое было успешно клонировано из взрослой клетки. Год спустя были клонированы две другие овцы по имени Полли и Молли, каждая из которых содержала человеческий ген. Чучело овцы Долли выставлено в Эдинбургском королевском музее.
Рослинский институт внёс большой вклад в области зоотехники и биотехнологии, особенно в области улучшения и благополучия скота посредством применения количественной генетики. В 2007 году команда института разработала генетически модифицированных цыплят, способных нести яйца, содержащие белки, необходимые для производства противораковых препаратов.